# جورج دبليو. دوناواي
جورج دبليو. دوناواي (بالإنجليزية: George W. Dunaway)‏ هو عسكري أمريكي، ولد في 24 يوليو 1922 في ريتشموند في الولايات المتحدة، وتوفي في 6 فبراير 2008 في لاس فيغاس في الولايات المتحدة.